# 中華人民共和國第十一屆全運會速度賽馬比賽
中華人民共和國第十一屆全運會的速度賽馬比賽在2009年10月26日於济南市历城区赛马场進行，該項目只設1個小項，男女運動員於同一小項比賽。參與本屆全運會的運動員必須通過預賽取得參賽資格。

## 預賽
本屆全運會速度賽馬預賽又名為中国速度赛马锦标赛，賽事於2008年11月26日至11月30日在武漢進行，所有報名參與該賽事的運動員可取得參與十一運會的資格。

## 獎牌分佈
| 項目    | 金牌          | 金牌     | 银牌          | 银牌     | 铜牌          | 铜牌     |
| 12000米 | 阿力泰 (湖北) | 15:34.52 | 單士敬 (湖北) | 15:54.75 | 李帥 (內蒙古) | 16:07.33 |

## 資料來源
1. ↑  .   [2009-08-27]. （原始内容存档于2009-10-31）.
2. ↑  2008年中国速度赛马锦标赛本月底在武汉举行[永久]